# Charitopes wesmaeliicida
Charitopes wesmaeliicida är en stekelart som först beskrevs av Per Abraham Roman 1934.  Charitopes wesmaeliicida ingår i släktet Charitopes och familjen brokparasitsteklar. Inga underarter finns listade i Catalogue of Life.